# Tyran olivâtre
Myiarchus tuberculifer
Espèce
Statut de conservation UICN

 LC  : Préoccupation mineure
Le Tyran olivâtre (Myiarchus tuberculifer) est une espèce de passereaux de la famille des Tyrannidae.

## Description
Le tyran olivâtre a le dessus variant de l'olive à l'olive verdâtre. La calotte est noir de suie. La queue est brun grisâtre terne, la couverture des ailes est foncée et se termine par du brun chamois foncé, les secondaires finissent par une étroite ligne blanc terne. L'intérieur des primaires est bordé d'un liseré allant de la cannelle rougeâtre à chamois. La gorge et la poitrine sont gris clair, le dessous est jaune clair. Le dessous des ailes est jaune pâle avec l'intérieur des plumes qui s'achève en chamois. Il mesure entre 15 et 16,5 cm.

## Habitat
Cette espèce fréquente les lisières et les forêts ouvertes, les forêts secondaires, les parcs et les plantations principalement en régions humides.

## Alimentation
Le tyran olivâtre est principalement insectivore.

## Nidification
Cette espèce installe son nid dans des cavités naturelles et de vieux nids de pics, principalement dans des chênes.

## Répartition et sous-espèces
Selon la classification de référence du Congrès ornithologique international (15.1, 2025) il se répartit en treize sous-espèces (ordre phylogénique) :
- M. t. olivascens Ridgway, 1884 — sierra Madre occidentale ;
- M. t. lawrenceii (Giraud Jr, 1841) — sud du Mexique, Guatemala, El Salvador ;
- M. t. querulus Nelson, 1904 — sud-ouest du Mexique ;
- M. t. platyrhynchus Ridgway, 1885 — Cozumel ;
- M. t. manens Parkes, 1982 — sud-est du Mexique et nord du Bélize ;
- M. t. connectens Miller & Griscom, 1925 — du Bélize au Nicaragua ;
- M. t. littoralis Zimmer, 1953 — du Nicaragua au nord-ouest du Costa Rica ;
- M. t. nigricapillus Cabanis, 1861 — du sud-est du Nicaragua à l'ouest du Panama ;
- M. t. brunneiceps Lawrence, 1861 — est du Panama et ouest de la Colombie ;
- M. t. pallidus Zimmer & Phelps, 1946 — nord-est de la Colombie et nord/ouest du Venezuela ;
- M. t. tuberculifer (d'Orbigny & Lafresnaye, 1837) — Brésil, Trinité ;
- M. t. nigriceps Sclater, 1860 — du sud-ouest de la Colombie à l'ouest de l'Équateur ;
- M. t. atriceps Cabanis, 1883 — du sud de l'Équateur au nord-ouest de l'Argentine[5].